# 53 Leonis
53 Leonis, eller l Leonis, är en vit stjärna i huvudserien i stjärnbilden Lejonet.
53 Leonis har visuell magnitud +5,31 och är svagt synlig för blotta ögat vid normal seeing. Den befinner sig på ett avstånd av ungefär 380 ljusår.